# 花言葉 (A.B.C-Zの曲)
「花言葉」（はなことば）は、2016年3月16日にポニーキャニオンから発売された男性アイドルグループ・A.B.C-Zの8枚目のDVD。
2023年12月21日をもってメンバーの河合郁人が脱退し、メンバー5人での最後のDVDシングルとなる。

## 封入特典
- CD付き初回限定盤 - Special Photo Book (20P)
- 通常盤 初回プレス分 - オリジナルトレーディングカード (5種のうち1種)

## 収録内容

### DVD

#### 本編映像
1. 「花言葉」Short Film × Music Clip (約25分収録)
  - 岩手めんこいテレビ『サタデーファンキーズ』2023年3月11日放送分番組テーマソング

#### 特典映像

##### CD付き初回限定盤
1. Making of「花言葉」Short Film × Music Clip (約46分収録)
2. Making of Jacket Shooting (約11分収録)

##### 通常盤
1. ABC座2015【第二部 THE SHOW】「We Love A.B.C-Z」
2. -bonus-★short medley from ABC座2015
  1. Smiling Again
  2. PERIOD
  3. Tomorrow

### SPECIAL CD
※CD付き初回限定盤のみ
1. 花言葉 ［4:35］
作詞・作曲: 佐々木裕、編曲: 鈴木雅也
2. Great 5 ［3:40］
作詞: 春和文、作曲: Christofer Erixon,Joakim Bjornberg,田仲圭太、編曲: 田仲圭太、立山秋航
3. Tomorrow ［4:46］
作詞: 長谷川雅大、作曲・編曲: 佐藤泰将
  - 本作通常盤特典映像「-bonus-★short medley from ABC座2015」収録曲
4. PERIOD  ［4:26］
作詞: hartog, 長谷川雅大、作曲: Steven Lee, Andreas Oberg, Anderz Wrethov、編曲: Steven Lee, レソヴ
  - 本作通常盤特典映像収録曲